# کیفر خواست طرح ترور ترامپ توسط سپاه
کیفرخواست طرح ترور دونالد ترامپ رئیس‌جمهوری پیشین و رئیس‌جمهوری منتخب آمریکا در سال ۱۴۰۳ مربوط به خنثی‌سازی توطئه سپاه پاسداران انقلاب اسلامی است که توسط وزارت دادگستری ایالات متحده آمریکا روز جمعه ۱۸ آبان ۱۴۰۳ منتشر شد و به توطئه ترور دونالد ترامپ، رئیس‌جمهوری منتخب آمریکا، پیش از برگزاری انتخابات ریاست جمهوری اشاره دارد.

## کیفر خواست
کیفرخواست جنایی ثبت‌شده در دادگاه فدرال منهتن، به این اشاره دارد که یک مقام ناشناس سپاه پاسداران در سپتامبر (۱۱ شهریور تا ۹ مهر ۱۴۰۳) به یکی از عوامل حکومت ایران دستور داده بود برنامه‌ای را برای شناسایی و در نهایت کشتن ترامپ آماده کند.
همچنین بر اساس یک کیفرخواست دیگر که روز سه‌شنبه ۱ آبان منتشر شد، دادستان‌های فدرال در منهتن، یک مقام ارشد سپاه پاسداران و سه مرد دیگر را که با حکومت ایران ارتباط دارند، به مشارکت در توطئه نافرجام ترور مسیح علی‌نژاد، روزنامه‌نگار و مجری برنامه تبلت صدای آمریکا، در سال ۱۴۰۱ متهم کردند.

## بیانیه وزارت دادگستری آمریکا
وزارت دادگستری آمریکا با انتشار بیانیه‌ای، فرهاد شاکری ۵۱ ساله ساکن ایران، و کارلایل ریورا ۴۹ ساله و جاناتان لودهلت ۳۶ هر دو ساکن نیویورک را دست‌داشتن در توطئه قتل «یک شهروند آمریکایی ایرانی‌الاصل در نیویورک» متهم کرد.
به استناد این بیانیه، دو نفر از آنها ساکن نیویورک روز پنجشنبه بازداشت شده‌اند و فرهاد شاکری احتمالاً در ایران به سر می‌برد.
مریک گارلند، دادستان کل ایالات متحده، گفت هیچ تهدیدی در جهان علیه امنیت ملی ایالات متحده به اندازه تهدید جمهوری اسلامی جدی نیست. او گفت، وزارت دادگستری یک عامل جمهوری اسلامی را متهم کرده که از سوی حکومت ایران مأمور هدایت شبکه‌ای از افراد جنایتکار به منظور انجام توطئه‌های ترور علیه اهدافی همچون دونالد ترامپ شده است. گارلند افزود دو فرد دیگر را نیز که به عنوان بخشی از شبکه مزبور برای ساکت‌کردن و کشتن یک روزنامه‌نگار آمریکایی منتقد جمهوری اسلامی در خاک آمریکا استخدام شده بودند، بازداشت و تفهیم اتهام شدند. دادستان کل ایالات متحده تصریح کرد آمریکا تلاش‌های جمهوری اسلامی برای به خطر انداختن امنیت ملی آمریکا و شهروندان آمریکایی را تحمل نخواهد کرد.

## اعلامیه اف‌بی‌آی
کریستوفر ری، رئیس پلیس فدرال آمریکا (اف‌بی‌آی)، با انتشار بیانیه‌ای گفت: اتهامات مطرح‌شده «تلاش‌های مستمر و گستاخانه» حکومت جمهوری اسلامی ایران برای حمله به شهروندان آمریکایی از جمله دونالد ترامپ، دیگر رهبران آمریکا، و مخالفان جمهوری اسلامی را نشان می‌دهد. همچنین سپاه پاسداران انقلاب اسلامی به عنوان یک سازمان تروریستی خارجی با همکاری جنایتکاران و قاتلان در حال توطئه برای حمله به آمریکایی‌ها در خاک آمریکا بوده است و به لطف تلاش فشرده اف‌بی‌آی، طرح‌های مرگبار مختل شد.

## مأمور سپاه پاسداران
مستند به بیانیه وزارت دادگستری، شاکری مأمور سپاه پاسداران انقلاب اسلامی است که در تهران زندگی می‌کند. شاکری در کودکی به ایالات متحده مهاجرت کرده و در حدود سال ۱۳۸۷ پس از گذراندن ۱۴ سال زندان به‌دلیل محکومیت سرقت، از آمریکا اخراج شد. در ماه‌های اخیر، شاکری از یک شبکه همکاران جنایتکار که در زندان ایالات متحده با آن‌ها آشنا شده بود، برای تأمین نیروهای عملیاتی برای سپاه پاسداران استفاده کرده تا نظارت و ترور اهداف سپاه را انجام دهند. نظام جمهوری اسلامی ایران طی سال‌های گذشته متهم به تلاش برای ترور دونالد ترامپ و چندین تن از اعضای بلندپایه دولت او بوده است. تلاش جمهوری اسلامی برای ترور مخالفان سیاسی خود در خارج ایران و همچنین مقام‌های پیشین دولت ترامپ از جمله شخص او مسبوق به سابقه است. خبرگزاری رویترز اواسط مهر ۱۴۰۳ در گزارشی اعلام کرد جمهوری اسلامی از سال ۱۳۹۹ دست‌کم در ۳۳ فقره تلاش برای ترور یا آدم‌ربایی در اروپا و آمریکا دست داشته است.